# USNS Rainier (T-AOE-7)
El USNS Rainier (T-AOE-7), ex USS Rainier (AOE-7), es un fast combat support ship de la clase Supply en servicio con el Military Sealift Command de la Armada de los Estados Unidos.

## Construcción
Fue construido por el National Steel and Shipbuilding Co. (San Diego, California). Fue colocada la quilla el 31 de mayo de 1990. Fue botado el casco el 28 de septiembre de 1991 y el buque completado fue asignado el 21 de enero de 1995.
Durante el mes de mayo de 1996, el Rainier realizó varias cargas de municiones, repostajes en el mar (FAS) y operaciones de consolidación (CONSOL) antes de llegar al Área de Operaciones de Hawái.
A lo largo de junio de 1996, el Rainier participó en el ejercicio Rim of the Pacific (RIMPAC-96), durante el cual se llevaron a cabo numerosos FAS, reabastecimientos verticales (VERTREP) y CONSOL con buques de Estados Unidos, Australia, Canadá y Japón.
Durante la primera mitad de agosto, el Rainier participó en un ejercicio de Fuerza de Tarea Conjunta (JTFX-96), operando en el Área de Operaciones del Sur de California (SOCAL OPAREA). Durante la segunda mitad de agosto y hasta bien entrado septiembre, el Rainier permaneció en puerto en la Estación Naval de Puget Sound para labores de mantenimiento.

## Historia de servicio
Presta servicio con el Military Sealift Command. De 1995 a 2003 su nombre fue USS Rainier (AOE-7).